# Mehriban Aliyeva
Mehriban Arif gizi Aliyeva (de naixement Pashayeva; Àzeri: Mehriban Arif qızı Əliyeva Paşayeva) (Bakú, República Socialista Soviètica de l'Azerbaidjan, 26 d'agost de 1964) és una política i oftalmòloga àzeri que des de 2017 és Primera Vicepresidenta de la República de l'Azerbaidjan. També ocupa el rol de primera dama de l'Azerbaidjan des de 2003 en ser la parella del president Ilham Aliyev.
Aliyev va crear el càrrec de Vicepresident en 2016 i va nomenar a la seva dona Primera Vicepresidenta en 2017.
Diversos mitjans han comentat la possibilitat que Mehriban Aliyeva pot ser una possible successora del seu espòs com a presidenta de l'Azerbaidjan.